# New State Mobile
New State Mobile (anteriormente PUBG: New State) es un videojuego multijugador en línea de battle royale desarrollado por PUBG Studios y publicado por Krafton. El videojuego fue lanzado el 11 de noviembre de 2021 para iOS, iPadOS y Android. Es la segunda entrega del Universo PUBG, separada de PUBG: Battlegrounds y su versión móvil. 
En diciembre de 2021, el videojuego superó las 50 millones de descargas en todo el mundo.

## Jugabilidad
En New State Mobile, 100 jugadores se despliegan lanzándose de un avión en una isla remota 8x8 llamada Troi, el mapa principal del videojuego, para recolectar suministros y luchar entre sí mientras luchan por sobrevivir y el último se convierte en el ganador. Troi esta ambientado en el año 2051 en el norte de Estados Unidos, con un entorno, edificios, arquitecturas y monumentos futuristas. Las nuevas características incluyen drones, escudos balísticos, miras de neón, capacidad de balanceo de combate, revivir a los compañeros de equipo muertos y «reclutar» enemigos caídos. Los vehículos incluyen coches, buggys, motos, lanchas y planeadores futuristas.
PUBG: New State contará con objetos interactivos y estructuras con ventanas y puertas destructibles, pudiendo intercalar entre la perspectiva de la primera (FPP) y tercera (TPP) persona. Contará con personalización de armas con diferentes selecciones de modo de disparo, lanzagranadas, empuñaduras, culatas, miras, silenciadores y otros tipos de accesorios que puedes equipar y seleccionar en distintas armas.
New State Mobile cuenta con objetos y estructuras interactivas con ventanas y puertas destructibles, y los jugadores pueden alternar entre una perspectiva en primera y tercera persona. También cuenta con personalización de armas con diferentes selecciones de modos de disparo, lanzagranadas, empuñaduras, miras, silenciadores y otros tipos de accesorios para armas.
New State Mobile presenta modos secundarios multijugador 4 contra 4 como Duelo por Equipos, en el cual los jugadores pueden elegir hasta 4 conjuntos de armas. También cuenta con Erangel, el primer mapa de PUBG: Battlegrounds remodelado al 2051.

## Desarrollo
En febrero de 2021, PUBG Studios, una división interna de Krafton (la empresa que publica el videojuego), anunció el desarrollo de un videojuego con nombre en clave «PUBG: New State» una entidad separada de PUBG: Battlegrounds y su versión móvil, ambientada en un futuro cercano (año 2051) como parte del Universo PUBG.
En julio de 2021, Krafton informó que el videojuego superó las 20 millones de preinscripciones en Google Play. El 28 de agosto, las pruebas alpha concluyeron después de llevarse a cabo en 28 países y los desarrolladores implementaron mejoras y correcciones con base en los comentarios de los usuarios que participaron. En septiembre de 2021, después de que se abriera el registro previo para iOS, el videojuego superó más de 50 millones de registros previos combinados tanto en Google Play como en la App Store.
El 27 de enero de 2022 se anunció un cambio de nombre, de PUBG: New State a New State Mobile. Posteriormente, el cambio se hizo efectivo en todas las plataformas.

## Lanzamiento
El videojuego se lanzó en todo el mundo el 11 de noviembre de 2021, tanto para iOS como para Android.